# Antonín Tichý (fotbalista)
Antonín Tichý (* 12. října 1919, Praha) je bývalý český fotbalista, záložník a útočník. Po skončení aktivní kariéry působil jako fotbalový trenér.

## Fotbalová kariéra
V československé lize hrál za SK Baťa Zlín. Dal 50 ligových gólů. Od roku 1947 hrál ve Francii za FC Sochaux, Lyon olympique universitaire, Olympique Lyon a Perpignan FC.

## Ligová bilance
| Ročník               | Zápasy | Góly |              |
| -------------------- | ------ | ---- | ------------ |
| Národní liga 1942/43 | 16     | 8    | SK Baťa Zlín |
| Národní liga 1943/44 | 25     | 7    | SK Baťa Zlín |
| Státní liga 1945/46  | -      | 16   | SK Baťa Zlín |
| Státní liga 1946/47  | -      | 9    | SK Baťa Zlín |
| CELKEM               | -      | 50   |              |

## Trenérská kariéra
V sezóně 1953-1954 trénoval ve Francii LB Châteauroux.